# Methylisoeugenol
Methylisoeugenol ist eine chemische Substanz aus der Gruppe der Ether, welche sich von Isoeugenol ableitet.

## Isomerie
Wegen der in Methylisoeugenol enthaltenen Doppelbindung existieren zwei Isomere: cis- und trans-Methylisoeugenol mit unterschiedlichen physikalische Eigenschaften.

## Vorkommen

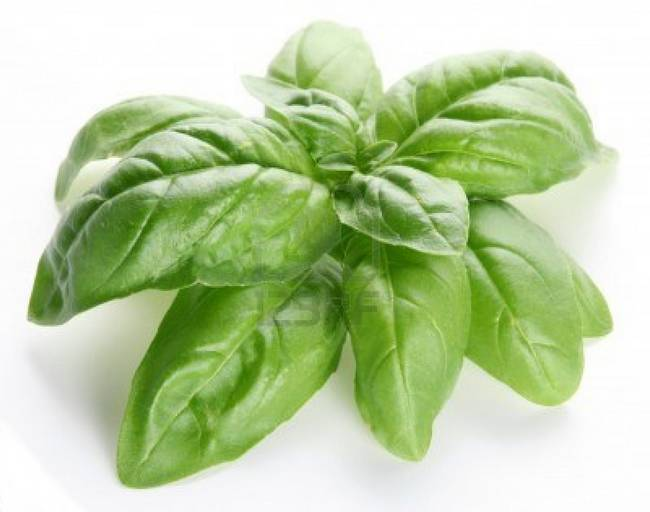
Basilikum enthält natürlicherweise Methylisoeugenol

Methylisoeugenol kommt in Kalmus, Estragon, Zitronengräser (Cymbopogon nardus, Cymbopogon  interianus), Muskatnuss, Basilikum und Tagetes lucida vor. Trans-Methylisoeugenol und cis-Methylisoeugenol können in den Blättern des Ceylon-Zimtbaum nachgewiesen werden.

## Verwendung
Methylisoeugenol wird in Parfüms mit Nelkenbasis verwendet.